# 大頭齧脂鯉
大頭齧脂鯉，為輻鰭魚綱脂鯉目脂鯉亞目脂鯉科齧脂鯉屬的其中一個種。該物種分布於南美洲委內瑞拉淡水流域，體長可達4.7公分，棲息在底中層水域，生活習性不明。